# Дивизија Гарибалди Натисоне
Дивизија НОВЈ „Гарибалди Натисоне“ формирана је августа 1944. године на територији Бенешке Словеније и Брда од бригада „Гарибалди Натисоне“ и „Гарибалди Фријули“ попуњених људством италијанске народности које су дотад водиле борбе против Немаца и домаћих фашиста.

## Позадина
После капитулације Италије септембра 1943, под руководством Комитета националног ослобођења за горњу Италију (итал. Condtato di liberazione Nationale Alta Italia — CLNAI), и под утицајем НОП-а у Југославији биле су формиране прве оружане формације за борбу против Немаца и домаћих фашиста. Почетни најјачи отпор био је у провинцији Фурланији и Бенешкој Словенији, где су непосредне везе и утицај НОП Југославије били најјачи, а октобра је формирана италијанска гарибалдинска бригада, која је разбијена у борбама новембра—децембра 1943. и престала да постоји. У пролеће (21. април 1944) формирана је бригада „Гарибалди Натисоне“ која је дејствовала на територији између Горице, Чивидала (итал. Cividale del Friuli, Чедад) и Удина са ослонцем на Брда и Бенешку Словенију. 

## Ратни пуит дивизије
Због великог прилива бораца, бригада је ускоро реорганизована у две: „Гарибалди Натисоне“ и „Гарибалди Фријули“. Од њих је августа формирана дивизија „Гарибалди Натисоне“. Почетком јуна је формирана и бригада „Осопо“ и 17. септембра ушла у састав гарибалдинске дивизије која тада мења назив у дивизију „Гарибалди Осопо“. Сукоби око одређивања карактера и циљева борбе и тежња за превлашћу над оружаним јединицама између појединих политичких групација у ЦЛНАИ отежавали су организационо учвршћење ове италијанске јединице.
У акцији чишћења коју су Немци предузели крајем септембра 1944. на просторији Атимис, Нимис, Федис, дивизија је имала тешке губитке. Тим неуспехом још се више продубио јаз између гарибалдинаца (италијанских комуниста титоиста) и осоповаца (италијанских демохришћанских патриота), па је убрзо дошло до потпуног размимоилажења, а касниje и до отвореног сукоба, односно масакра осоповаца у селу Порзус од стране припадника дивизије "Гарибалди Натисоне" због наводне сарадње осоповаца са војном формацијом фашистичке Италијанске Социјалне Републике, Десетом Флотилом МАС, а почињеног од стране једне гарибалдинске чете под водством команданта исте Марија Тофанина (Марио Тофанин "Ђаћа") по наређењу команде словеначког Деветог корпуса НОВЈ почетком фебруара 1945. У тој ситуацији гарибалдинци су октобра образовали дивизију „Гарибалди Натисоне“ са бригадама: 156. „Бруно Буози“, 157. „Гуидо Пицели“ и 158. „Антонио Грамши“. 
Дивизија је јануара 1945. добровољно ушла у састав Деветог корпуса НОВЈ. Почетком јануара 1945, дивизија се са територије Бенешке Словеније пребацила преко Соче на шентвишку висораван. Од 19. до 21. јануара 1945. води жестоке борбе на Трновскоме гозду против батаљона "Фулмине" Десете Флотиле МАС за снажно фашистичко упориште, место Трново, скупа са словеначким бригадама Деветог корпуса НОВЈ: Деветнаестом бригадом "Сречко Косовел", Трећом бригадом "Иван Градник", Седамнаестом "Симон Грегорчич" и Осамнаестом "Базовишка". У јануару и фебруару дивизија је реорганизована, а у марту је у њеном саставу привремено била и бригада „Тристина д'асалто Гарибалди“. За време немачких дејстава у Словеначком приморју, марта 1945, дивизија је у саставу Деветог корпуса НОВЈ водила тешке одбрамбене борбе на подрују церкљанског, Трновског гозда и Бањске планоте. Крајем марта пробила се преко планине Чавена у рејон Подкраја (северно од Випаве), где се прикупила, а ноћу 16/17. априла прешла између Ракека и Постојне железничку пругу Трст—Љубљана и пребацила се на Кочевско. Крајем априла 1945. реорганизована је у једну бригаду и са италијанском бригадом „Фонтанот“ из састава Седмог корпуса НОВЈ, образовала нову дивизију „Гарибалди“. Она је као резерва Седмог корпуса учествовала у завршним операцијама ЈА. Средином маја пребачена је у Трст, где је била расформирана.